# Artemis Fowl: De eeuwige code
Artemis Fowl: De eeuwige code (originele titel Artemis Fowl: The Eternity Code) is het derde boek uit de Ierse boekenserie Artemis Fowl van Eoin Colfer. Het boek werd voor het eerst gepubliceerd in april 2003.

## Inhoud
Artemis Fowl II, inmiddels 15 jaar oud, heeft met behulp van technologie die hij heeft gestolen van de elfen een nieuwe supercomputer gemaakt genaamd de "Zie-kubus". Deze computer overtreft alle menselijke technologie die tot dusver bestaat.

Fowl ontmoet de Amerikaanse zakenman Jon Spiro, die interesse heeft in de Kubus.
Hij laat Artemis echter in een hinderlaag lopen en steelt de Kubus. Butler raakt bij de aanslag op Artemis dodelijk gewond, maar Artemis kan hem redden met elfenmagie van Holly Short. Butler wordt hierdoor echter wel 15 jaar ouder en is niet meer in staat zijn werk als lijfwacht te vervullen. Daarom neemt zijn zus, Juliet, zijn taak over.

Samen met de elfBI maakt Artemis plannen om de Kubus terug te stelen. Ze breken in de Spiro Naald, het gebouw waar Spiro’s bedrijf Fission Chips is gevestigd. Spiro blijkt zelfs voor Artemis een uitdaging. Zo heeft hij geavanceerde beveiligingssystemen in zijn gebouw en is de kluis met de Zie-kubus bijna onbreekbaar.
Artemis slaagt er uiteindelijk in de Kubus terug te krijgen en Spiro te laten arresteren.
Na dit alles laat Julius Root Artemis’ geheugen wissen daar hij mogelijk een te grote bedreiging vormt voor de elfen. Artemis heeft dit echter voorzien en bewaart voor zichzelf een diskette met informatie die zijn herinneringen kan herstellen.

## Bericht
Op de cover van de Europese paperbackversie van het boek staat een code die vertaald "Think fairy, think again" betekent, de slogan voor het eerste boek.